# Unity (film)
Pour les articles homonymes, voir Unity.
Pour plus de détails, voir Fiche technique et Distribution.
Unity est un film documentaire américain écrit, réalisé et produit par Shaun Monson en 2015. Narré par plus d'une centaine de voix célèbres, il est divisé en cinq chapitres : Cosmic, Mind, Body, Heart et Soul.

## Fiche technique
- Titre : Unity
- Réalisation : Shaun Monson
- Pays d'origine : États-Unis
- Genre : Documentaire
- Durée : 99 minutes
- Date de sortie : 2015

## Narrateurs (par ordre alphabétique)
- Casey Affleck
- Dianna Agron
- Malin Åkerman
- Rick Allen
- Pamela Anderson
- Jennifer Aniston
- Michael Beckwith
- Kristen Bell
- Eve Best
- Fan Bingbing
- Brandon Boyd
- Ellen Burstyn
- Rose Byrne
- Jesse Carmichael
- Jessica Chastain
- Deepak Chopra
- Gregory Colbert
- Common
- David Copperfield
- Marion Cotillard
- Portia de Rossi
- Ellen DeGeneres
- John Paul DeJoria
- David DeLuise
- Emily Deschanel
- Phil Donahue
- Dr. Dre
- Minnie Driver
- Alison Eastwood
- Joel Edgerton
- Claire Forlani
- Arian Foster
- Jorja Fox
- Kathy Freston
- Michael Gambon
- Balthazar Getty
- Jeff Goldblum
- Selena Gomez
- Caroline Goodall
- Maggie Grace
- Adrian Grenier
- Marcia Gay Harden
- Beth Hart
- Rutger Hauer
- Tony Hawk
- Lena Headey
- Mariel Hemingway
- Tom Hiddleston
- Missy Higgins
- Anjelica Huston
- Famke Janssen
- January Jones
- Tony Kanal
- Ben Kingsley
- David LaChapelle
- Cloris Leachman
- Adam Levine
- Isabel Lucas
- Damien Mander
- Arlene Martel
- Tim McIlrath
- Leighton Meester
- Helen Mirren
- Moby
- Matthew Modine
- Carrie-Anne Moss
- Jason Mraz
- Olivia Munn
- Edward James Olmos
- Ryan O'Neal
- Julia Ormond
- Aaron Paul
- Joe Perry
- Joaquin Phoenix
- Freida Pinto
- Maggie Q
- Matthieu Ricard
- Michelle Rodriguez
- Geoffrey Rush
- Zoe Saldana
- Susan Sarandon
- Liev Schreiber
- Nestor Serrano
- Amanda Seyfried
- Martin Sheen
- Russell Simmons
- Sam Simon
- Amy Smart
- Kevin Spacey
- Hailee Steinfeld
- Mark Strong
- Catherine Tate
- Larenz Tate
- Jennifer Tilly
- Shaun Toub
- Paul Watson
- Ben Whishaw
- Persia White
- Kristen Wiig
- Olivia Wilde
- Marianne Williamson
- Anton Yelchin